# Mundomágico
Mundomágico fue un parque en miniatura chileno, perteneciente a la misma empresa propietaria del parque de atracciones Fantasilandia. Fue inaugurado el 7 de julio de 1983 y clausurado el 31 de octubre de 2000.
Ubicado en la comuna de Lo Prado, a un costado de la Ruta 68, poseía 5,4 hectáreas de terreno. Inicialmente era un parque en miniatura de diferentes hitos naturales y arquitectónicos de Chile, a escala 1:25 y de 350 metros de largo. Algunas obras que eran representadas eran el Morro de Arica, el Estadio Nacional, la Torre Entel, el Palacio de La Moneda, el Lago Llanquihue, las Torres del Paine hasta la Antártica Chilena. Poseía un tren que recorría las instalaciones. En su apogeo incluyó otras atracciones como el espectáculo mecánico Jamboree Show, el Jardín Gigante y el Teatro Mágico.
Llegó a tener su propio programa de televisión infantil, grabado desde el parque y titulado Encontrémonos en Mundomágico, que se transmitió por las señales abiertas de UCV Televisión y  Red Televisión entre los años 1991 y 2001. El espacio, conducido sucesivamente por Paula Arriagada, Carol Kresse y la dupla Lorna Soler - Andrea Ruoppolo, fue muy popular entre el público infantil de la época. Eran acompañados por personajes como el oso Willy, el señor Chanchini, el perro Maxi y el ganso Quincy.
El parque cerró el 31 de octubre de 2000. Desde entonces, está parcialmente abandonado.

## Atracciones
- Chile en miniatura.
- Tren CP.
- Autos Ford T.
- Twister.
- Jamboree show.
- Laberinto espacial.
- Jardín gigante.
- Teatro mágico.
- Montaña acuática.
- Dragón de la montaña.
- Astro liner.
- Carrusel de caballitos.
- Carrusel de las chinitas.
- Carrusel italiano.
- Pinto yo.
- Juegos electrónicos.
- Tele match.

## Cierre
Sus instalaciones —actualmente clausuradas— pertenecen al Servicio de Vivienda y Urbanización, entregados en comodato a la Municipalidad de Lo Prado, que ha reacondicionado el lugar como piscina pública en el mismo sitio que originalmente representaba al océano Pacífico. También se ha instalado la corporación municipal y de salud de la comuna. El Teatro Mágico es una casa de la cultura donde se realizan diferentes tipos de espectáculos. La principal vía de acceso desde el barrio circundante es a través de la estación de Metro Pajaritos. 
Algunos juegos como el Tren CP, la montaña rusa y el Twister, fueron trasladados a Fantasilandia.
Hoy solo quedan vestigios de la que fue una de las principales atracciones para niños y adultos, quienes recorrían Chile en miniatura a pie o a bordo del Tren CP. El parque se encuentra abandonado, parcialmente destruido y vandalizado. Una persona se suicidó en 2010 en el lugar. Una muestra del estado actual del recinto puede apreciarse en el capítulo N.º 23 (9 de agosto) de la temporada 2018 del célebre programa cultural de televisión City Tour.
La Municipalidad de Lo Prado ha intentado mejorar el sector construyendo un parque, sin éxito por falta de recursos.
En 2012 se estrenó un documental sobre el recordado parque temático, titulado "Encontrémonos en Mundo Mágico" y dirigido por la periodista chilena Francis González.